# Somatina mozambica
Somatina mozambica är en fjärilsart som beskrevs av Thierry-mieg 1905. Somatina mozambica ingår i släktet Somatina och familjen mätare. Inga underarter finns listade i Catalogue of Life.